# برايتياغو
برايان كانسل سانتياغو (من مواليد 14 يوليو 1992)، المشهور ب برايتياغو ، هو مغني وكاتب أغاني من بورتوريكو. ولد في كارولينا ، بورتوريكو. بدأ حياته المهنية في عام 2014، في سن ال 21. في عام 2016، عندما كان يبلغ من العمر 23 عامًا، انضم إلى شركة El Cartel Records ،  شركة تسجيلات دادي يانكي. أصدر العديد من الأغاني مثل "Bebé" و "Lonely" و "Punto G" و "High" و "Abuso"، والتي حققت جميعها نجاحًا معتدلًا في البلدان اللاتينية. في عام 2018، أصدر «Bipolar» مع أوزونا و كريس جيداي. كانت الأغنية ناجحة، وبلغت ذروتها في المرتبة 17 على مخطط بيلبورد لأشهر الأغاني اللاتينية .
في عام 2018، أصدر برايتياغو أغنية "Asesina" مع داريل.
في فبراير 2019، تعاون برايتياغو مع أنويل لأغنية "Controla".